# Rural Valley
Rural Valley es un borough ubicado en el condado de Armstrong en el estado estadounidense de Pensilvania. En el año 2000 tenía una población de 922 habitantes y una densidad poblacional de 169.5 personas por km².

## Geografía
Rural Valley se encuentra ubicado en las coordenadas 40°47′55″N 79°18′57″O / 40.79861, -79.31583.

## Demografía
Según la Oficina del Censo en 2000 los ingresos medios por hogar en la localidad eran de $26,250 y los ingresos medios por familia eran $34,327. Los hombres tenían unos ingresos medios de $27,946 frente a los $20,000 para las mujeres. La renta per cápita para la localidad era de $14,238. Alrededor del 17.4% de la población estaba por debajo del umbral de pobreza.